# Moje 3
A Moje 3 egy szerb lányegyüttes, akik Szerbiát képviselték a 2013-as Eurovíziós Dalfesztiválon Malmőben. Az együttes három tagból áll.
A szerb közmédia, az RTS, 2013. március 3-án rendezett nemzeti döntőjében a "Ljubav je svuda" (magyarul: Szerelem mindenhol) című dalukkal, az ötfős döntőben győztek, így elnyerték a címet, hogy képviseljék Szerbiát a 2013-as Eurovíziós Dalfesztiválon Svédországban.
Az együttes eredetileg csak a szerb válogatóverseny céljából jött létre. Tagjai korábbról is ismerték egymást, hiszen mindhárman a "The First Voice of Serbia" című tehetségkutató verseny első három helyezettje lettek.
Nevena a 2007-es Junior Eurovíziós Dalversenyen is részt vett, ahol a harmadik helyet szerezte meg Szerbiának. Ő az első versenyzője a felnőttek versenyének, aki korábban részt vett az Eurovízió junior kiadásában is.

## Diszkográfia
- Ljubav je svuda – Love Is All Around Us (2013)

## Lásd még
- 2013-as Eurovíziós Dalfesztivál
- Ljubav je svuda
- Szerbia az Eurovíziós Dalfesztiválokon

## Fordítás
- Ez a szócikk részben vagy egészben  a   Moje 3 című angol Wikipédia-szócikk fordításán alapul.  Az eredeti cikk szerkesztőit annak laptörténete sorolja fel. Ez a jelzés csupán a megfogalmazás eredetét és a szerzői jogokat jelzi, nem szolgál a cikkben szereplő információk forrásmegjelöléseként.

## Külső hivatkozások
- A Moje 3 az RTS honlapján (szerbül)
- Ljubav je svuda – YouTube-videó